# Amoro Uatara
Amoro Uatara (em francês: Amoro Ouattara; em tiefo: Amoro Wattara) foi golotigi (chefe) dos tiefos de Numudara entre 1890 e 1897. Era aparentado com o fagama Tiebá Niandané Uatara (r. 1892–1897) do Reino de Guirico. Foi reconhecido por sua coragem e por ser grande guerreiro. Em 1893, teve importante papel na luta contra o fama Tiebá Traoré (r. 1866–1893) do Reino de Quenedugu (ca.  1825–1898).
Guimbé Uatara, de Bobo Diulasso, incomodada pelos tiefos não estavam mais sob domínio de Guirico, convocou o fama Samori Turé (r. 1878–1898) do Império de Uassulu para atacar Numudara. O cerco durou uma semana e diante da realidade de que perderia, Amoro se suicidou para evitar ser capturado. Numudara foi traída e Samori invadiu-a e massacrou mais de 2 000 pessoas. No atual Burquina Fasso, Amoro é reconhecido como símbolo da unidade tiefo e seu nome é utilizado pela Associação de Desenvolvimento Tiefo Amoro (ADTA).